# 氧氮化磷
氧氮化磷是一种无机化合物，化学式为OPN，属于氧氮化物。它是二氧化硅的等电子体，具有多种晶型。

## 合成及应用
氧氮化磷可由六氯环三氮磷烷在氨-氧混合气氛中的热解制得。它也是O2PNCO的分解产物之一。
它可用作催化剂，或用于合成氮代磷酸盐。